# Bono
Paul David Hewson (vzdevek Bono Vox, skrajšano Bono), irski pevec, član skupine U2 in borec za človekove pravice, * 10. maj 1960, Dublin, Irska.
Bono je vodilni član irske rock zasedbe U2 in aktivni borec za človekove pravice. Že več kot 20 let je pomembna osebnost tako na glasbenem kot na diplomatskem področju. Njegovo petje je postalo zaščitni znak skupine, ki ves čas od svojega prvega albuma (Boy, 1980) ohranja visoko stopnjo priljubljenosti. Prav tako pa sodeluje tudi pri človekoljubnih projektih ali pa je celo njihov pobudnik. Amnesty International, Drop The Debt Campaign, Greenpeace, 46664 (fondacija Nelsona Mandele za pomoč okuženim z virusom HIV), so samo najbolj znane izmed njih. Decembra 2005, ga je ameriška revija Time, skupaj z Billom in Melindo Gates, razglasila za osebnost leta.

## Človekoljubno delo
- Live Aid
- One Campaign
- 46664
- Red
- Edun
- Greenpeace
- Amnesty International
- Live 8 (2. julij 2005)

## Družina
Od leta 1982 je Bono poročen z Alison 'Ali' Stewart, s katero je skupaj že iz časov srednje šole. Par ima štiri otroke, dve deklici in dva dečka. Njihova imena so Jordan (* 1989), Memphis Eve (* 1991), Elijah Bob Patricius Guggi Q (* 1999) in John Abraham (* 2001).